# 즐거운 수학 EBS MATH
즐거운 수학 EBS MATH는 한국교육방송공사(EBS)에서 방송하는 5분 정도 길이의 단편 지식 프로그램이다. 일정 기간 동안 방영한 에피소드의 내용을 모아 《경제 e》라는 이름의 책도 발간하는데, 2016년 12월까지 일반인들을 대상으로 한 서적 다섯 권이 출간되었다.

## 방송 시간
| 방송 채널 | 방송 기간              | 방송 시간                                       |
| --------- | ---------------------- | ----------------------------------------------- |
| EBS 2TV   | 2013년 8월 26일 ~ 현재 | 매주 월요일 ~ 금요일 새벽 7:30 ~ 밤 8:00 (30분) |

## 수상
- 2006년 여성가족부 주최 <제8회 남녀평등상> 방송부문 최우수작품상
- 2006년 제18회 한국PD대상 TV 부문 실험정신상
- 2008년 제20회 한국PD대상 TV 교양정보 부문 작품상
- 2008년 환경재단 주최 '세상을 밝게만든 100인' 선정 (제작진)
- 2009년 여성부 남녀평등방송상 최우수작품상
- 2009년 제12회 한국앰네스티 언론상 특별상
- 2009년 장애인먼저실천상 대상
- 2010년 1월 제8회 언론인권상 특별상
- 2010년 YWCA가 뽑은 올해의 좋은 TV프로그램상
- 2010년 AIBD(아시아태평양방송개발기구) TV Award 2010
- 2010년 비추미 여성대상 특별상
- 2010년 제16회 통일언론상 대상
- 2010년 2010한국장애인인권상 인권매체부문
- 2011년 여성가족부 주최 <제13회 남녀평등상> 방송부문 장려상

## 책
어린이들을 위한 서적
- 《주니어 즐거운 수학 EBS MATH 1 (세상을 보는 다른 눈)》ISBN 9788952755391
- 《주니어 즐거운 수학 EBS MATH 2 (세상을 보는 다른 눈)》ISBN 9788952755599
- 《주니어 즐거운 수학 EBS MATH 3 (세상을 보는 다른 눈)》ISBN 9788952756312

일반인들을 대상으로 하는 서적
- 《지식 e 1 : 가슴으로 읽는 우리 시대의 지식》 ISBN 9788956051796
- 《지식 e 2 : 가슴으로 읽는 우리 시대의 지식》 ISBN 9788956052199
- 《지식 e 3 : 가슴으로 읽는 우리 시대의 지식》 ISBN 9788956052854
- 《지식 e 4 : 가슴으로 읽는 우리 시대의 지식》 ISBN 9788956053271
- 《지식 e 5 : 가슴으로 읽는 우리 시대의 지식》 ISBN 9788956053943
- 《지식 e 6 : 가슴으로 읽는 우리 시대의 지식》 ISBN 9788956055084
- 《지식 e 7 : 가슴으로 읽는 우리 시대의 지식》 ISBN 9788956055824
- 《지식 e 8 : 가슴으로 읽는 우리 시대의 지식》 ISBN 9788956056517
- 《지식 e inside》 ISBN 9788956057569
- 《경제 e》 ISBN 9788956054155

## 역대 프로듀서
- 김진혁, 한송희, 김영상 (2005년 9월 ~ 2008년 8월)
- 김현우, 서준 (2008년 9월 ~ 2009년 8월)
- 김한중 (2009년 8월 ~ 2013년 2월)
- 김수현, 이상범 (2013년 2월 ~ 2014년 2월)
- 황정원 (2014년 2월 ~ 2016년 12월)
- 김동준 (2017년 2월 ~ 2019년 12월)

## 교과서 수록
- 《중학교 1학년 국어 6-2》
- 《중학교 1학년 생활국어》(지금은 교육과정 개정으로 사라짐)